# Лексингтън (Масачузетс)
Вижте пояснителната страница за други значения на Лексингтън.
Лексингтън (на английски: Lexington) е град в североизточната част на Съединените американски щати, част от окръг Мидълсекс на щата Масачузетс. Населението му е около 31 000 души (2010).
Разположен е на 64 метра надморска височина в крайбрежната низина на източен Масачузетс, на 19 километра северозападно от центъра на Бостън. Селището възниква през 1642 година, а през 1713 година се отделя от Кеймбридж и става самостоятелен град. През 1775 година Лексингтънската битка става първата от Американската война за независимост Населението му нараства бързо с бума на високите технологии в средата на XX век и днес градът е заможно предградие на Бостън.

## Известни личности
Родени в Лексингтън
- Лев Гросман (р. 1969), писател
- Дрю Уейсман (р. 1959), имунолог

Починали в Лексингтън
- Джон Ролс (1921 – 2002), философ
- Карл Йоахим Фридрих (1901 – 1984), политолог